# Neopteryx frosti
Neopteryx frosti là một loài động vật có vú trong họ Dơi quạ, bộ Dơi. Loài này được Hayman mô tả năm 1946.

## Hình ảnh